# Lecane pustulosa
Lecane pustulosa är en hjuldjursart som beskrevs av Myers 1938. Lecane pustulosa ingår i släktet Lecane och familjen Lecanidae. Inga underarter finns listade i Catalogue of Life.